# 2014
- Wikisource

| Calendário gregoriano                                                        | 2014 MMXIV                          |
| Ab urbe condita                                                              | 2767                                |
| Calendário arménio                                                           | 1464 – 1465                         |
| Calendário bahá'í                                                            | 170 – 171                           |
| Calendário budista                                                           | 2558                                |
| Calendário chinês                                                            | 4710 – 4711 Início a 31 de janeiro  |
| Calendário copta                                                             | 1730 – 1731                         |
| Calendário etíope                                                            | 2006 – 2007                         |
| Calendários hindus - Vikram Samvat - Calendário nacional indiano - Cáli Iuga | 2069 – 2070 1935 – 1936 5114 – 5115 |
| Calendário Holoceno                                                          | 12014                               |
| Calendário islâmico                                                          | 1436 – 1437                         |
| Calendário judaico                                                           | 5774 – 5775 Início a 25 de setembro |
| Calendário persa                                                             | 1392 – 1393 Início a 21 de março    |
| Calendário rúnico                                                            | 2264                                |
| Calendário solar tailandês                                                   | 2557                                |

2014 (MMXIV, na numeração romana) foi um ano comum do século XXI que começou numa quarta-feira, segundo o calendário gregoriano. A sua letra dominical foi E. A terça-feira de Carnaval ocorreu a 4 de março e o domingo de Páscoa a 20 de abril. Segundo o horóscopo chinês, foi o ano do Cavalo, começando a 31 de janeiro.

| Evento                                                   | Data            | Hora  |
| -------------------------------------------------------- | --------------- | ----- |
| Aquário                                                  | 20 de janeiro   | 03:52 |
| Peixes                                                   | 18 de fevereiro | 18:00 |
| primavera no hemisfério norte e outono no hemisfério sul |                 |       |
| Carneiro/equinócio                                       | 20 de março     | 16:58 |
| Touro                                                    | 20 de abril     | 03:56 |
| Gémeos                                                   | 21 de maio      | 03:00 |
| verão no hemisfério norte e inverno no hemisfério Sul    |                 |       |
| Caranguejo/solstício                                     | 21 de junho     | 10:52 |
| Leão                                                     | 22 de julho     | 21:42 |
| Virgem                                                   | 23 de agosto    | 04:46 |
| Outono no Hemisfério Norte e Primavera no Hemisfério Sul |                 |       |
| Balança/equinócio                                        | 23 de setembro  | 02:30 |
| Escorpião                                                | 23 de outubro   | 11:58 |
| Sagitário                                                | 22 de novembro  | 09:39 |
| inverno no hemisfério norte e verão no hemisfério sul    |                 |       |
| Capricórnio/solstício                                    | 21 de dezembro  | 23:04 |

| UTC: Portugal Continental, Madeira, Guiné-Bissau e São Tomé e Príncipe Subtrair (-): 1 h nos Açores e Cabo Verde 2 h nas Ilhas oceânicas brasileiras 3 h em Brasília, em Goiás, na Amazônia Oriental Brasileira e no nordeste, sudeste e sul brasileiros 4 h na Amazônia Ocidental Brasileira, Mato Grosso e Mato Grosso do Sul 5 h no Acre e sudoeste do Amazonas Adicionar (+): 1 h em Angola e Guiné Equatorial 2 h em Moçambique 8 h em Macau 9 h em Timor-Leste. |
| Adicionar uma hora durante a vigência do horário de verão: Portugal Continental : De 30 de março a 26 de outubro de 2014 |

| Ano completo                        |
| ----------------------------------- |
| Ano comum com início à quarta-feira |

Neste ano foi realizada a XX Copa do Mundo FIFA, sediada no Brasil, e a XXII edição dos Jogos Olímpicos de Inverno, em Sóchi, Rússia.
A Administração Nacional Oceânica e Atmosférica dos Estados Unidos considerou que 2014 foi o ano mais quente desde 1880, ano em que começaram a existir registos.

## Janeiro
1 de janeiro
- A Grécia em crise assume a Presidência do Conselho da União Europeia[Obs 1], até 30 de junho, cargo assumido rotativamente pelos Estados membros, durante um semestre.[2]
- A Letónia entra na zona do Euro.

4 de janeiro
- No estado do Maranhão há uma crise no sistema penitenciário gerando ataques a população por parte do crime organizado.[3]

5 de janeiro

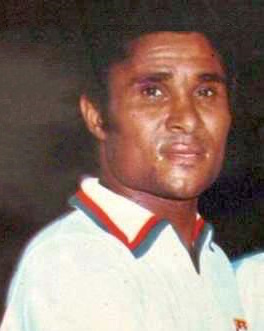
Futebolista português Eusébio

- Morre Eusébio, futebolista português, aos 71 anos.[4]
- Morre Nelson Ned, cantor e compositor brasileiro, aos 66 anos.

10 de janeiro
- Morre Marly Marley,[5] atriz, diretora de teatro, crítica musical, jurada musical e ex-vedete.

13 de janeiro
- Cristiano Ronaldo ganha o prêmio da FIFA de melhor jogador de futebol do mundo em 2013.[6]

20 de janeiro

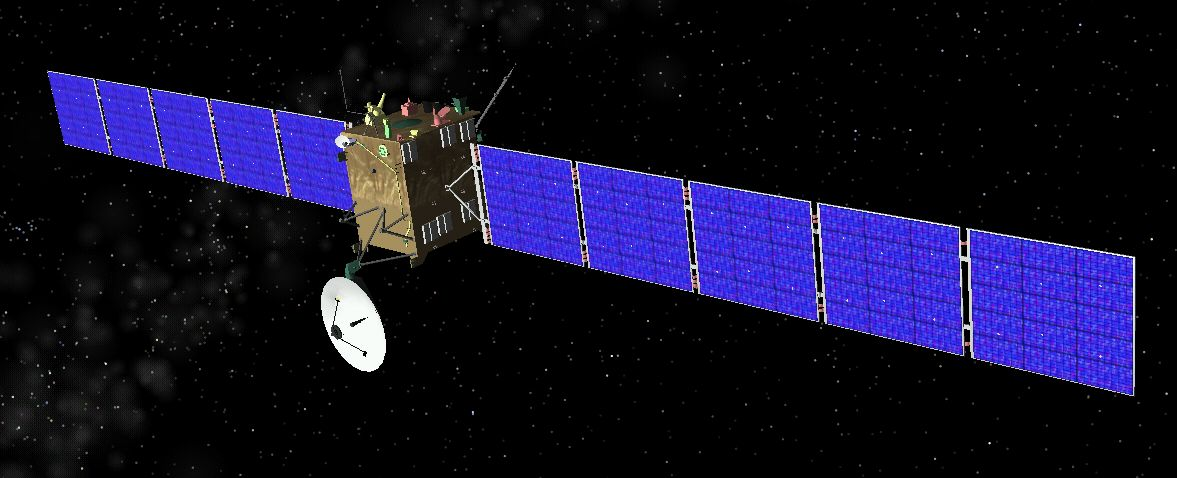
Um modelo 3D da sonda espacial Rosetta.

- Data programada para o despertar da sonda espacial Rosetta, quando ela estiver a poucos meses de encontrar-se com o cometa 67P/Churyumov-Gerasimenko, nas proximidades de Júpiter.[7]
- Cristiano Ronaldo é agraciado com a condecoração de Grande-Oficial da Ordem do Infante D. Henrique pelo Presidente da República de Portugal.

27 de janeiro
- O Desastre que ocorreu na Boate Kiss completa 1 ano e as vítimas que morreram são homenageadas por suas famílias.
- A TMN acabou e passou-se a ser renomeada MEO.[8]

31 de janeiro
- Morre Jorge Nunes, comentarista esportivo da Super Rádio Tupi, aos 63 anos.

## Fevereiro
1 de fevereiro
- A Empresa brasileira Abril Radiodifusão extinguiu-se e deu-se lugar-se pelo Spring Comunicação.
  - No encerramento do grupo Abril Radiodifusão, o canal BRZ encerrou suas operações e o Grupo Abril passou a transmitir os programas via satélite da Ideal TV.

2 de fevereiro

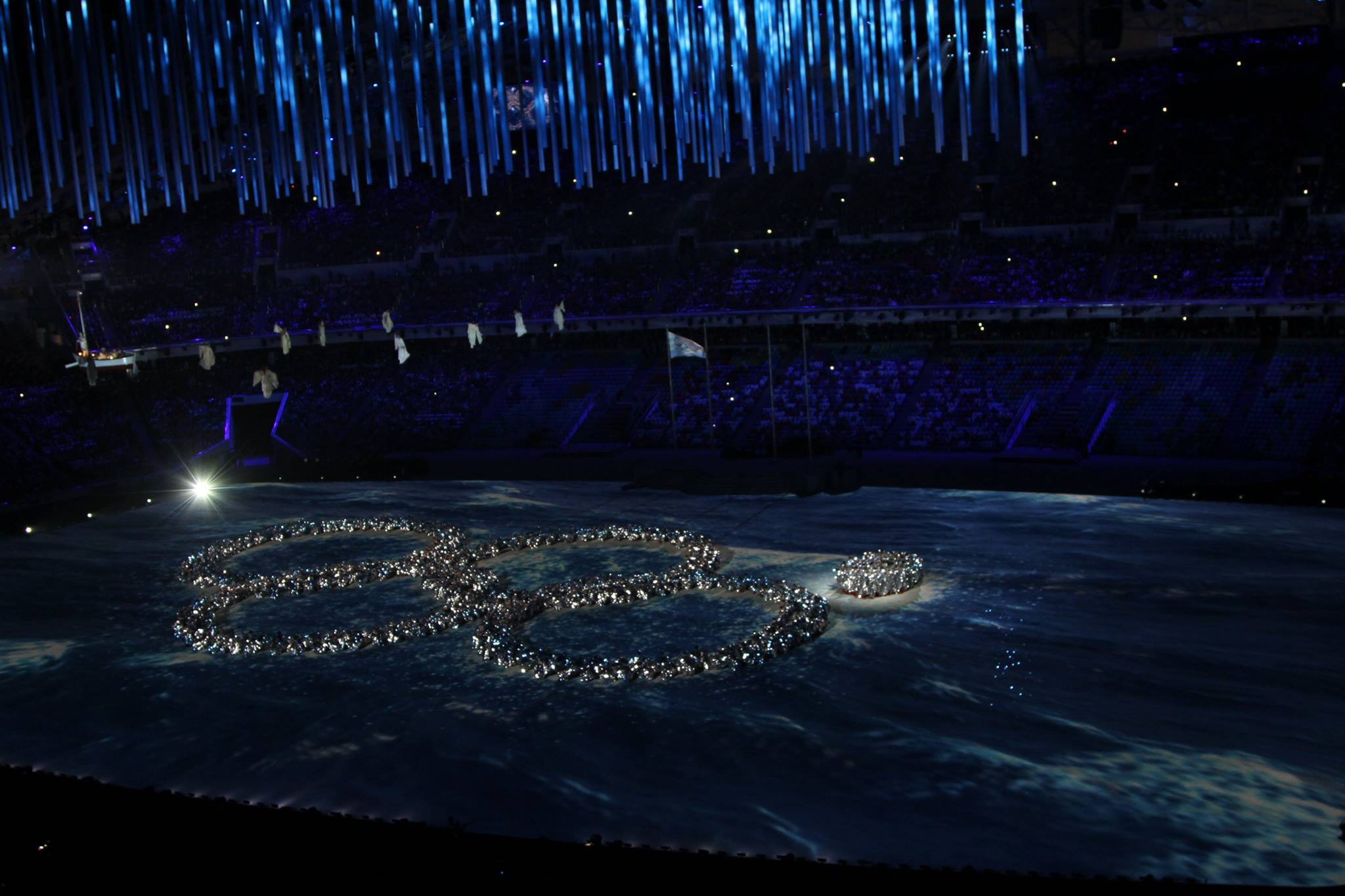
Jogos Olímpicos de Inverno Sóchi 2014.

- Paysandu Sport Club completa 100 anos de existência.
- Morre Eduardo Coutinho, cineasta brasileiro, considerado um dos mais importantes documentaristas da atualidade.[9]
- Morre Philip Seymour Hoffman, ator e diretor teatral americano, que interpretava o personagem Plutarch Heavensbee na trilogia Jogos Vorazes. Ganhou o Óscar de Melhor Ator por "Capote", em 2006, e foi indicado na premiação outras três vezes. Foi diagnosticado por overdose. Morreu aos 46 anos.[10]

6 de fevereiro
- O cinegrafista da Band Rio, Santiago Andrade, é atingido por rojão em protestos no Rio de Janeiro.

7 de fevereiro
- Cerimônia de abertura dos XXII Jogos Olímpicos de Inverno em Sóchi na Rússia.[11]

8 de fevereiro
- Morre Maicon Oliveira, futebolista brasileiro.[12]

10 de fevereiro
- Cinegrafista da Band Santiago Andrade atingido por rojão em protestos no Rio de Janeiro tem morte cerebral.[13]

13 de fevereiro
- Morre Ralph Waite, ator, dublador e ativista político estadunidense (n.1928)

17 de fevereiro
- A Venezuela confirma a sexta morte na crise política entre opositores e aliados do presidente Nicolás Maduro.[14]

18 de fevereiro
- Na Ucrânia acontece novo confronto entre a polícia e manifestantes deixando mortos.[15]

19 de fevereiro
- Facebook anuncia a compra do WhatsApp por 16 bilhões de dólares.[16]

22 de fevereiro
- Após vários protestos por grande parte da população contra o governo vigente o parlamento da Ucrânia destitui o presidente Victor Yanukovich e marca uma nova eleição em maio.[17]

23 de fevereiro
- Cerimônia de encerramento dos XXII Jogos Olímpicos de Inverno em Sóchi na Rússia.[18]
- Presidente do parlamento assume o governo da Ucrânia temporariamente.[19]

24 de fevereiro
- Uganda promulga lei que pune homossexualidade com prisão.[20]

26 de fevereiro
- Aumenta a tensão entre Rússia e Ucrânia após o governo russo não reconhecer o novo governo ucraniano e enviar soldados a região da Crimeia alegando necessidade de proteger os russos que vivem no país e começam a sofrer ameaças de um governo mais nacionalista, EUA e União Europeia são contra a ação do governo russo.[21]

## Março
2 de março
- Realização da 86° edição do Óscar em Los Angeles, 12 anos de escravidão vence a categoria melhor filme.[22]

8 de março
- Um avião da companhia aérea Malaysia Airlines desaparece na rota Kuala Lumpur - Pequim, um avião B777-200, com 239 passageiros, entre os quais duas crianças e 12 membros da tripulação.[23]

10 de março
- Sony anuncia o Archival Disc, tecnologia sucessora do Disco blu-ray.[24]

13 de março
- Morre o ator Paulo Goulart.[25]

7 de março a 16 de março
- Jogos Paralímpicos de Inverno em Sóchi, Rússia.

17 de março
- Crimeia faz referendo a população apóia a "independência" da Ucrânia e pede anexação a Rússia.[26]
- O presidente russo Vladimir Putin decreta a Crimeia como Estado soberano.[27]
- No Brasil, é deflagrada pela Polícia Federal a Operação Lava Jato, mais conhecida como Petrolão ou Escândalo da Petrobras.

20 de março
- Morre Bellini, capitão do primeiro título do Brasil no mundial da FIFA.[28]

21 de março
- O presidente russo Vladimir Putin assina a lei que finaliza o processo de anexação da Crimeia a Rússia.[29]

31 de março
- O golpe militar de 1964 completa 50 anos.[30]

## Abril
1 de abril
- Terremoto de Magnitude 8,2 atinge o Chile deixando 6 pessoas mortas.[31]

3 de Abril
- O Papa Francisco declara o Padre José de Anchieta como santo, sendo agora chamado de São José de Anchieta.[32]

4 de Abril
- Assassinato do menino Brasileiro Bernado Boldrini morto pela sua madrasta no dia 4 de Abril de 2014 na cidade de Frederico Westphalen, Rio Grande do Sul (Caso Bernardo Boldrini)

5 de abril
- Morre no Rio de Janeiro o ator José Wilker.[33]

8 de abril
- Fim do suporte ao Windows XP e ao Office 2003 da Microsoft.
- Microsoft lança o Update 1 do Windows 8.1 e o nome fica Windows 8.1 Update1.

12 de abril
- Começo do incêndio de Valparaíso, considerado o maior sinistro na história da cidade com quinze pessoas mortas, mais de 2 900 moradias destruídas e mais de 12 500 danificadas.[34]

14 de abril
- Grupo radical islâmico sequestra mais de 200 meninas na Nigéria gerando indignação internacional.[35]

15 de abril
- Eclipse lunar total visível nas Américas, Austrália e Oceano Pacífico.[36]

17 de abril
- A NASA descobre Kepler-186f, o primeiro planeta potencialmente habitável.[37]
- Morre o escritor Gabriel García Márquez.[38]

19 de abril
- Morre o narrador esportivo Luciano do Valle.[39]

22 de abril
- O Senado Federal do Brasil aprova o projeto de lei que institui o Marco Civil da Internet.[40]

23 de abril
- Tem início a NETmundial - Encontro Multissetorial Global Sobre o Futuro da Governança da Internet.[41]

25 de abril
- Nokia passa a integrar a Microsoft.[42]

27 de abril
- Canonização dos santos padres Papa João XXIII e do Papa João Paulo II.[43]
- Após torcedor do Villarreal em ato racista jogar uma banana no jogador Daniel Alves durante jogo do campeonato espanhol de futebol Neymar publica foto com banana e inicia campanha de selfies contra o racismo, esta atitude ganhou repercussão mundial. A campanha ficou conhecida como "Somos todos macacos".[44]

29 de abril
- Eclipse solar anular.

30 de abril
- A NBA bane o dono do time de basquete Los Angeles Clippers Donald Sterling por declarações racistas nos EUA.[45]

## Maio
1 de maio

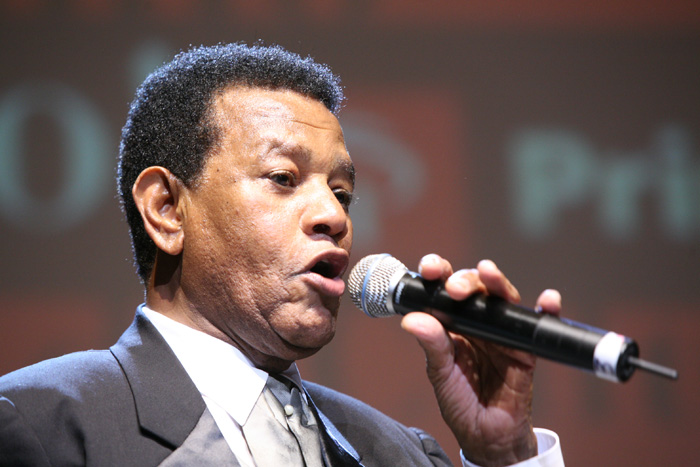
Cantor Jair Rodrigues

- A morte de Ayrton Senna completa 20 anos. Houve diversas homenagens ao piloto de Fórmula 1 no Brasil e em outros países.[46]

6 de maio
- Uruguai torna-se o primeiro mercado legal de maconha do mundo.[47][48]

8 de maio
- Morre o cantor Jair Rodrigues.[49]
- As organizações Globo conquistam o primeiro domínio personalizado do Brasil.[50]

9 de maio
- É lançado o álbum póstumo Xscape de Michael Jackson.[51]

15 de maio
- Explosão em mina de carvão na Turquia mata mais de 250 pessoas.[52]
- O Governador de São Paulo Geraldo Alckmin, inaugura obra para captar água, do chamado volume morto do Sistema Cantareira, após o sistema entrar em seu estado mais crítico em decorrência da falta de chuvas como há muito tempo não se via na região.[53]

16 de maio
- A ZON Optimus mudou-se e deu origem á NOS.

20 de maio
- Boicote de uma pequena parte dos funcionários das empresas de ônibus, fecha terminais em São Paulo, afetando o transporte dos usuários.[54]

22 a 25 de maio
- Eleições parlamentares européias.

24 a 26 de maio
- Papa Francisco visitou a Terra Santa (Amã, Jerusalém e Belém).[55][56]

## Junho
2 de junho

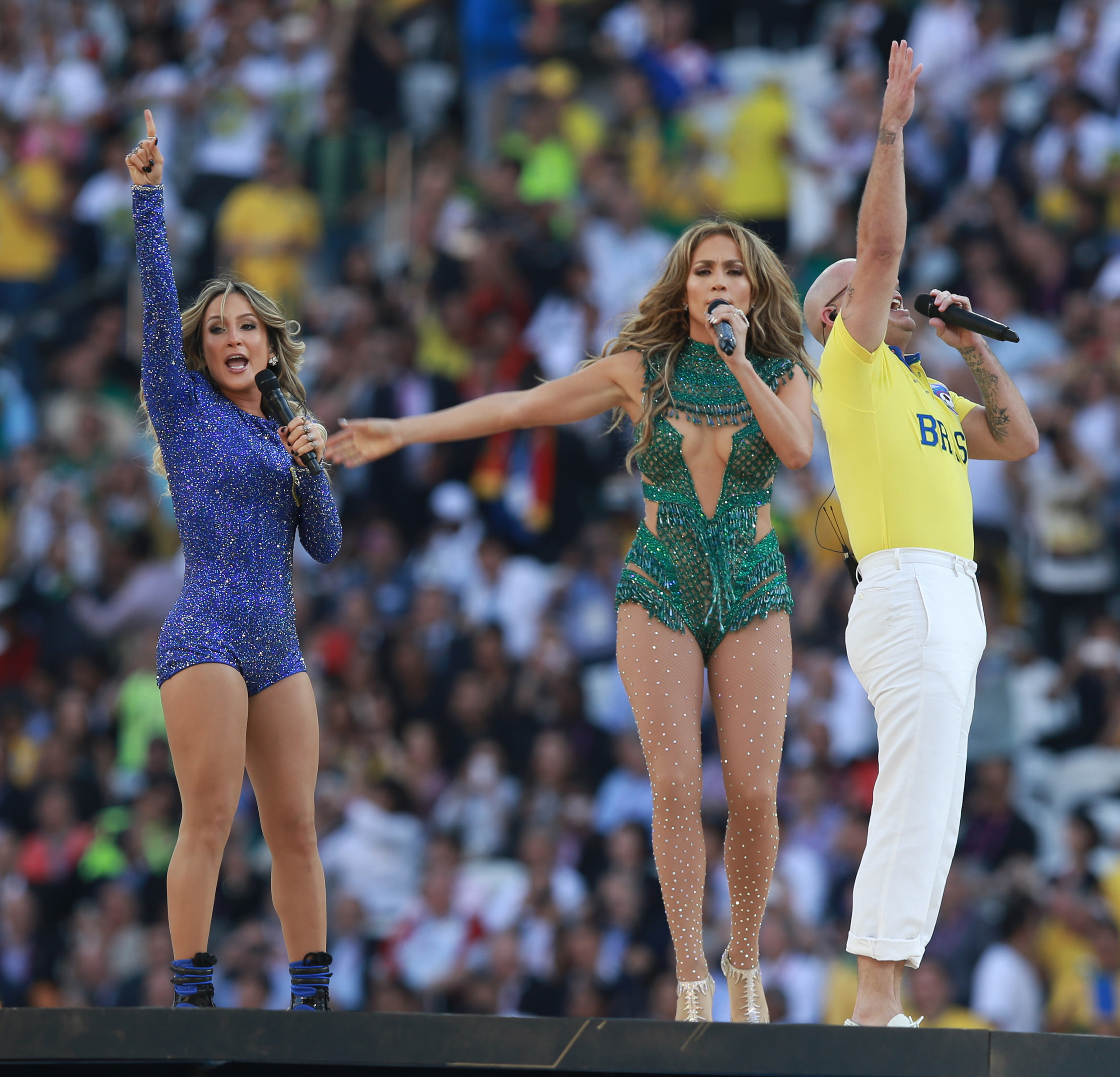
Show de abertura da Copa do Mundo de futebol Brasil 2014.

- Rei Juan Carlos da Espanha abdica do trono em favor de seu filho Filipe VI.[57]100
- Ceará Sporting Club completa 100 anos de existência.

7 de junho
- Morre de acidente de helicóptero o ex-Jogador e ídolo das equipes de Internacional de Porto Alegre e Goias Esporte Clube, Fernando Lúcio da Costa conhecido como Fernandão.[58]

12 de junho
- Abertura da XX Copa do Mundo de Futebol, no Brasil.[59] O anúncio oficial foi dado no dia 30 de outubro de 2007.[60]

26 de junho
- O jogador uruguaio Luis Suárez foi suspenso por 9 jogos pela FIFA por morder, em campo, o zagueiro italiano Giorgio Chiellini na partida Itália x Uruguai na Copa do Mundo FIFA 2014.[61]

28 de junho
- Há cem anos, em 1914 um militante nacionalista da Sérvia assassinou com um tiro o herdeiro do trono do império da Áustria-Hungria em represália à ocupação de territórios disputados por ambos os Estados, episódio que se tornou o estopim para a Primeira Guerra Mundial.[62]

29 de junho
- Estado Islâmico do Iraque e da Síria (EI) anuncia a criação de um Califado entre a Síria e o Iraque.[63]

30 de junho
- Google anuncia o fim da rede social Orkut em 30 de setembro.[64]

## Julho
7 de julho

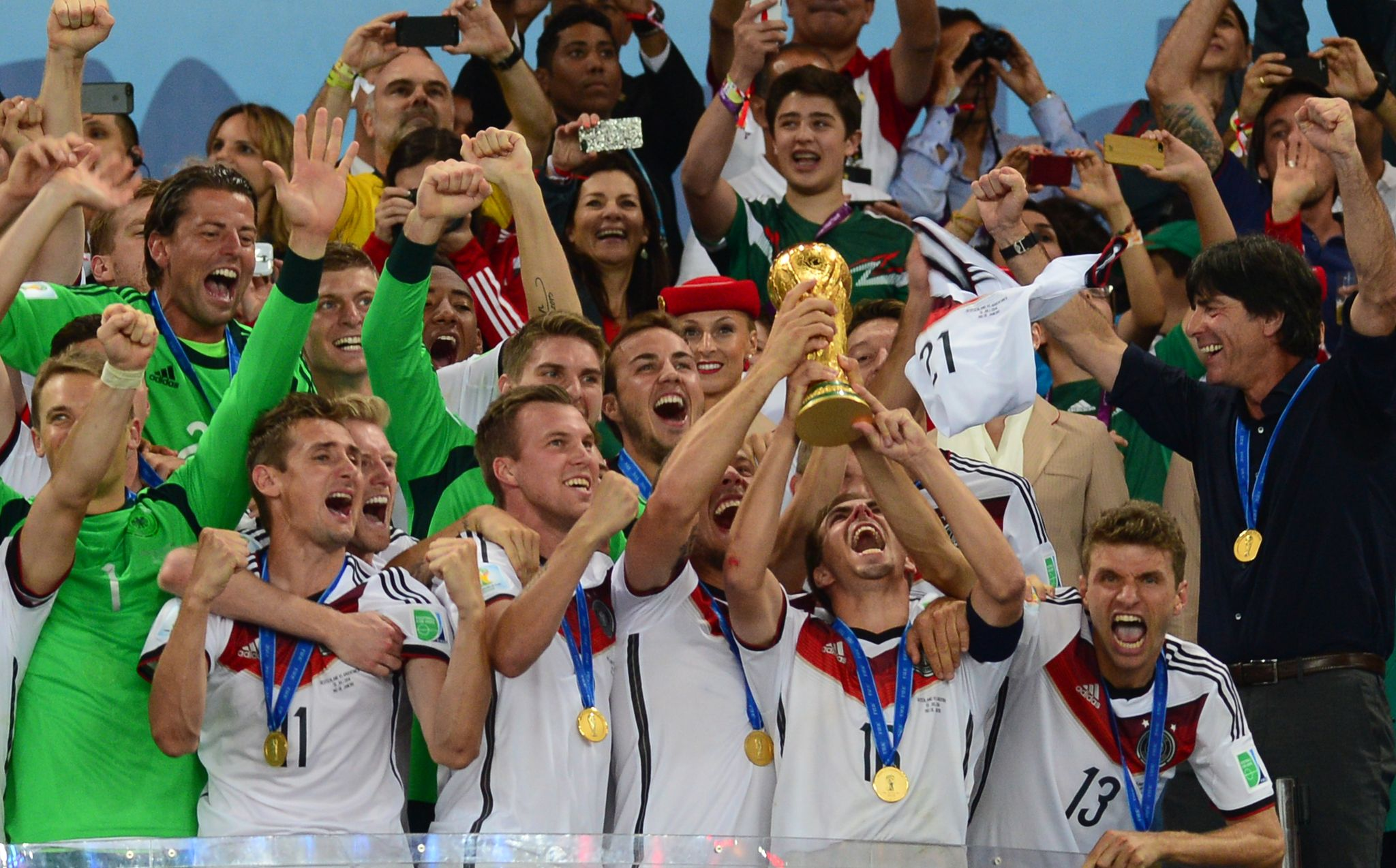
A seleção alemã é a campeã da Copa do mundo de futebol Brasil 2014.

- Ex-presidente da Geórgia Eduard Shevardnadze morre em Tblisi aos 86 anos.[65]
- Ex-jogador de futebol Di Stéfano morre em Madrid aos 88 anos.

8 de julho
- Seleção brasileira perde historicamente, na semifinal, para a seleção alemã por 7 a 1 no Mineirão, ficando para a disputa de terceiro lugar da Copa do Mundo 2014. O episódio ficou conhecido como "Mineiraço".

12 de julho
- ONU pede o cessar-fogo na Faixa de Gaza após o conflito entre israelenses e palestinos se intensificar.[66]

13 de julho

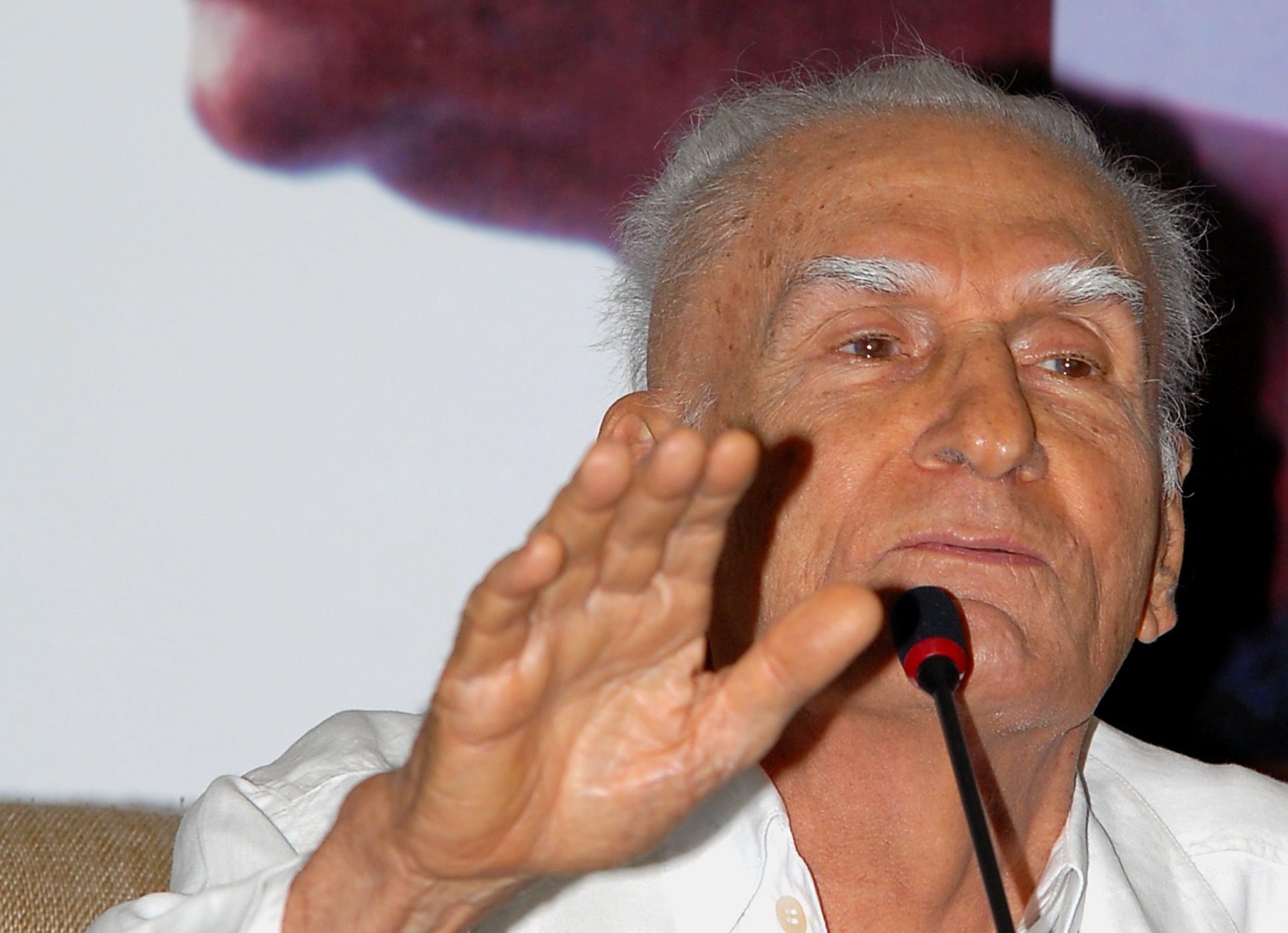
Escritor brasileiro Ariano Suassuna

- A seleção alemã de futebol vence a Copa do Mundo 2014 tornando-se tetracampeã do mundial.[67]
- Termina a Copa do Mundo 2014 no Brasil.

17 de julho
- O vôo MH17 da companhia aérea Malaysia Airlines, que cumpria a rota Amsterdam - Kuala Lumpur, é abatido por um míssil disparado por um sistema antiaéreo na fronteira entre Ucrânia e Rússia, ocasionado pela série de conflitos políticos ocorridos na região, deixando 298 vítimas, entre elas, três crianças.

18 de julho
- Morre o escritor brasileiro João Ubaldo Ribeiro, aos 73 anos.[68]

19 de julho
- Morre o escritor brasileiro Rubem Alves, aos 80 anos.[69]

23 de julho
- Morre o escritor brasileiro Ariano Suassuna, aos 87 anos.[70]

24 de julho
- O vôo AH5017 da companhia aérea Air Algérie, que cumpria rota Burkina Faso - Argel, em virtude de problemas meteorológicos cai em Mali, deixando 118 mortos, em sua maioria, 50 franceses.

28 de julho
- Primeiro centenário do início da Primeira Guerra Mundial, que durou 4 anos e matou 19 milhões de pessoas.

30 de julho
- Em um zoológico da cidade de Cascavel, o menino Vrajamany Fernandes Rocha, de 11 anos, provoca um tigre de mais de 200 quilos batizado de Hu e em seguida, ao passar o braço por dentro da grade do recinto para tentar alimentá-lo, o animal ataca-o, causando graves ferimentos devido a mordida, obrigando os médicos a optarem pela ablação total de seu braço direito.[71][72]
- Fausto Fanti, humorista do grupo Hermes e Renato é encontrado morto em São Paulo, aos 35 anos.

31 de julho
- Templo de Salomão (IURD) é inaugurado em São Paulo.[73]

## Agosto
8 de agosto

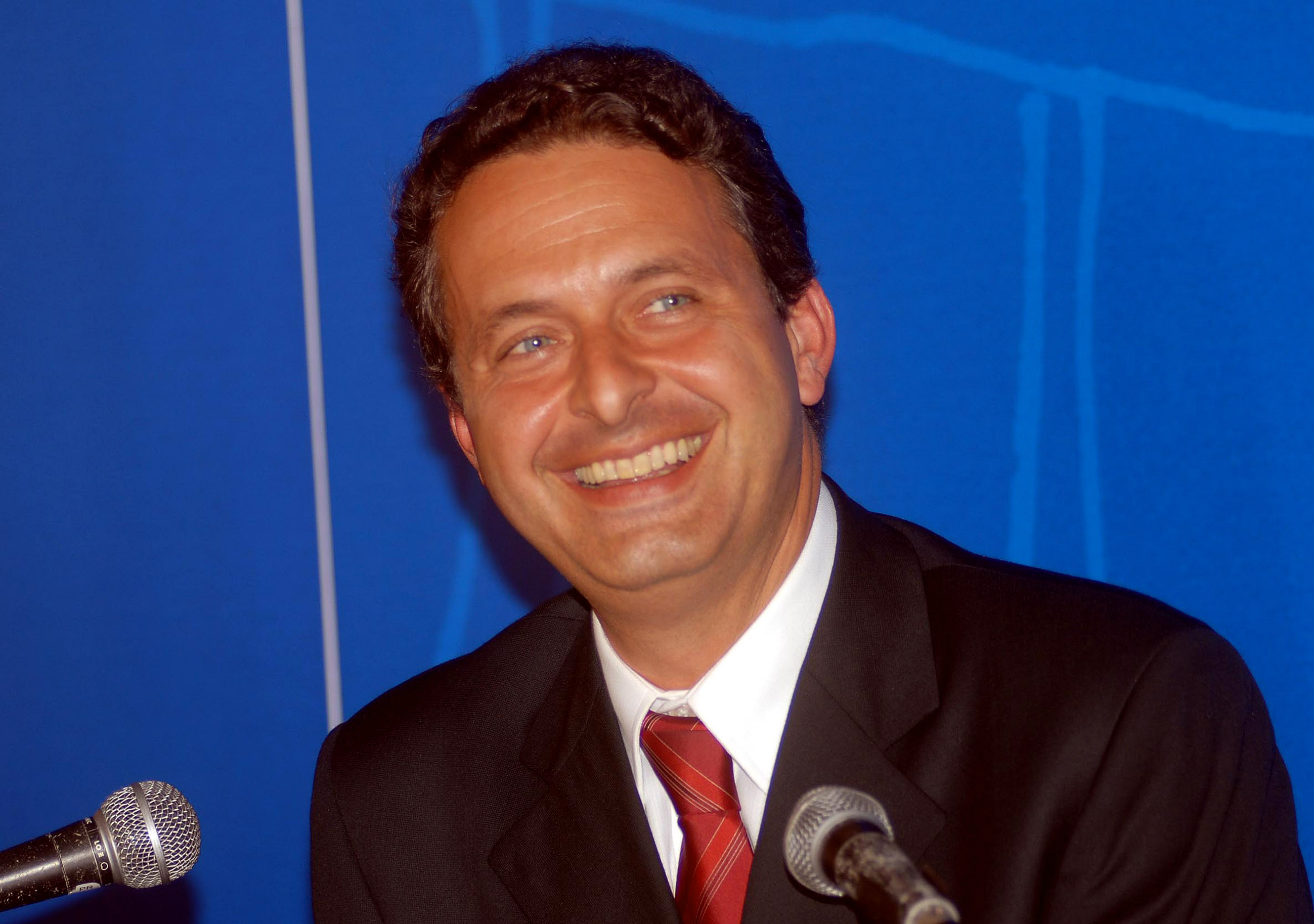
Político e candidato à Presidência Eduardo Campos.

- OMS declara epidemia de ebola emergência sanitária internacional.[74]

9 de agosto
- EUA retomam ofensiva aérea no Iraque.[75]

11 de agosto
- O ator Robin Williams morre aos 63 anos.[76]

12 de agosto
- A atriz Lauren Bacall morre aos 89 anos.[77]

13 de agosto
- Morre aos 49 anos o político e candidato à Presidência do Brasil nas eleições de 2014, Eduardo Campos.[78]

26 de agosto
- Aniversário de 100 Anos da Sociedade Esportiva Palmeiras.

31 de agosto
- The Fappening: um hacker divulga quase 200 fotografias privadas de diversas celebridades, majoritariamente mulheres, muitas delas de conteúdo sexual explícito.

## Setembro
3 de setembro

Plebiscito na Escócia decide que ela continuará a fazer parte do Reino Unido.

- O grupo musical feminino sul-coreano de K-pop Ladies' Code se envolveu em um acidente de carro. A integrante sul-coreana Go Eun-bi morreu na hora. Kwon Ri-se, japonesa com ascendência sul-coreana, morreu em 7 de setembro.[79][80]

11 de setembro
- Após 13 anos, termina a série A Grande Família exibida na TV Globo.[81]

18 de setembro
- Escócia rejeita separação do Reino Unido em plebiscito.[82]

22 de setembro
- EUA iniciam bombardeios contra Estado Islâmico na Síria.[83]

26 de setembro
- 43 estudantes universitários desapareceram no México, iniciam protestos em todo o país em busca de justiça e solução para o caso.[84]

30 de setembro
- A Microsoft anunciou o próximo sistema operacional, o Windows 10.[85]
- Após mais de dez anos de atividade, a rede social Orkut foi encerrada.

## Outubro
4 de outubro
- Morre o ator Hugo Carvana.[86]

5 de outubro

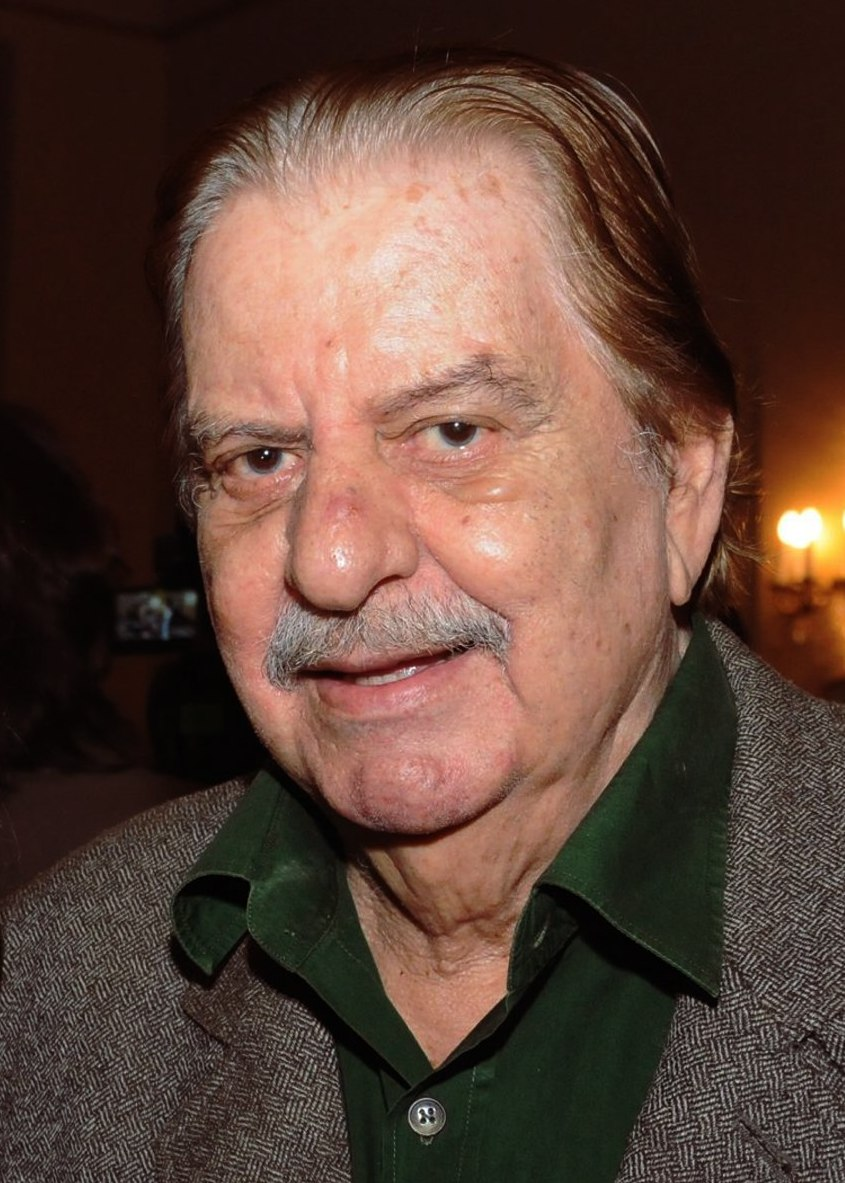
Ator Hugo Carvana

- Eleições Gerais Brasileiras para Presidente da República, governadores de Estado, senadores, deputados estaduais, deputados federais e, no Distrito Federal, para deputados distritais.

19 de outubro

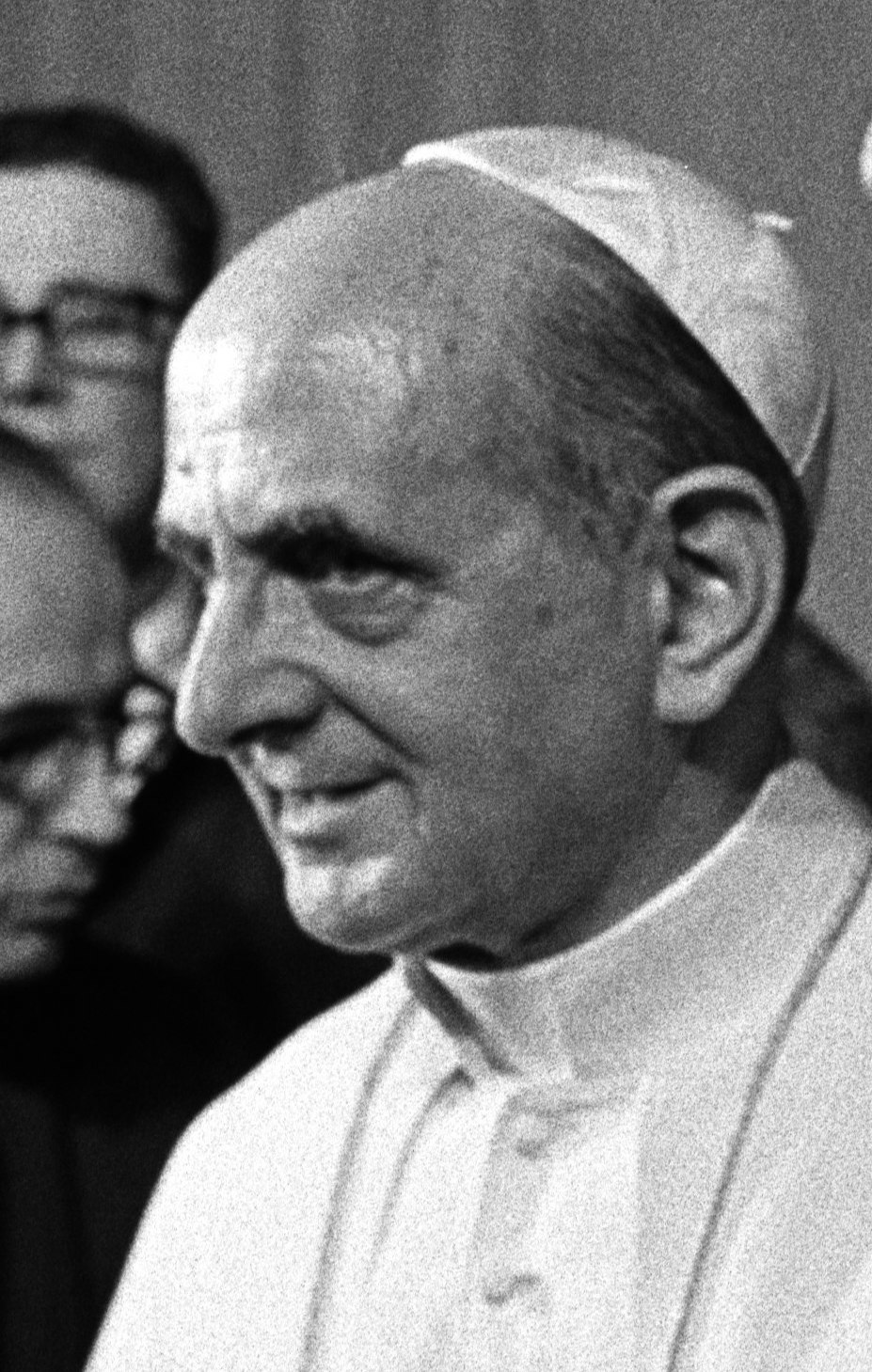
Papa Paulo VI é beatificado.

- Papa Paulo VI é beatificado no Vaticano.[87]

21 de outubro
- A Embraer apresenta o KC-390 maior avião cargueiro construído no Brasil.[88]

26 de outubro
- Eleições Gerais Uruguaias para Presidente da República, vice-presidente, senadores e deputados.
- 2º turno das Eleições Gerais no Brasil para Presidente da República e governadores de Estado.
- Dilma Rousseff é reeleita para o 2º mandato de Presidente do Brasil.[89]

28 de outubro
- O foguete Antares (não tripulado), explode logo após sua decolagem no MARS, não houve feridos.[90]

31 de outubro
- Militar Blaise Compaoré, presidente de Burkina Faso, renunciou ao cargo após 27 anos no comando do país.[91]

## Novembro
3 de novembro

Roberto Gómez Bolaños, o eterno Chaves.

- Inauguração do 1 World Trade Center.[92]

9 de novembro
- A Catalunha realizou um plebiscito sobre a independência catalã.[93]

10 de novembro
- Após 15 anos, é publicado o último capítulo do mangá Naruto.

12 de novembro
- A sonda espacial Philae, da missão Rosetta, completa pouso histórico na superfície do cometa 67P/Churyumov-Gerasimenko.[94]

13 de novembro
- Morre o poeta Manoel de Barros aos 97 anos.[95]

20 de novembro
- Morre Samuel Klein, fundador da rede de lojas Casas Bahia, aos 91 anos.[96]
- Morre o ex-ministro da Justiça do Brasil, Márcio Thomaz Bastos.[95]

24 de novembro
- José Sócrates, antigo Primeiro-ministro de Portugal, foi preso preventivamente por suspeita dos crimes de corrupção, fraude fiscal qualificada e branqueamento de capitais.[97]

25 de novembro
- Nos EUA após decisão do júri de não indiciar um policial branco pela morte de um jovem negro desarmado em Ferguson, milhares de pessoas de Los Angeles a Nova York saem as ruas em protesto contra a decisão.[98]

28 de novembro
- Morre Roberto Gómez Bolaños, conhecido por ser criador de Chaves e Chapolin.[99]

30 de novembro
- Tabaré Vázquez é eleito presidente do Uruguai.[100]

## Dezembro
5 de dezembro

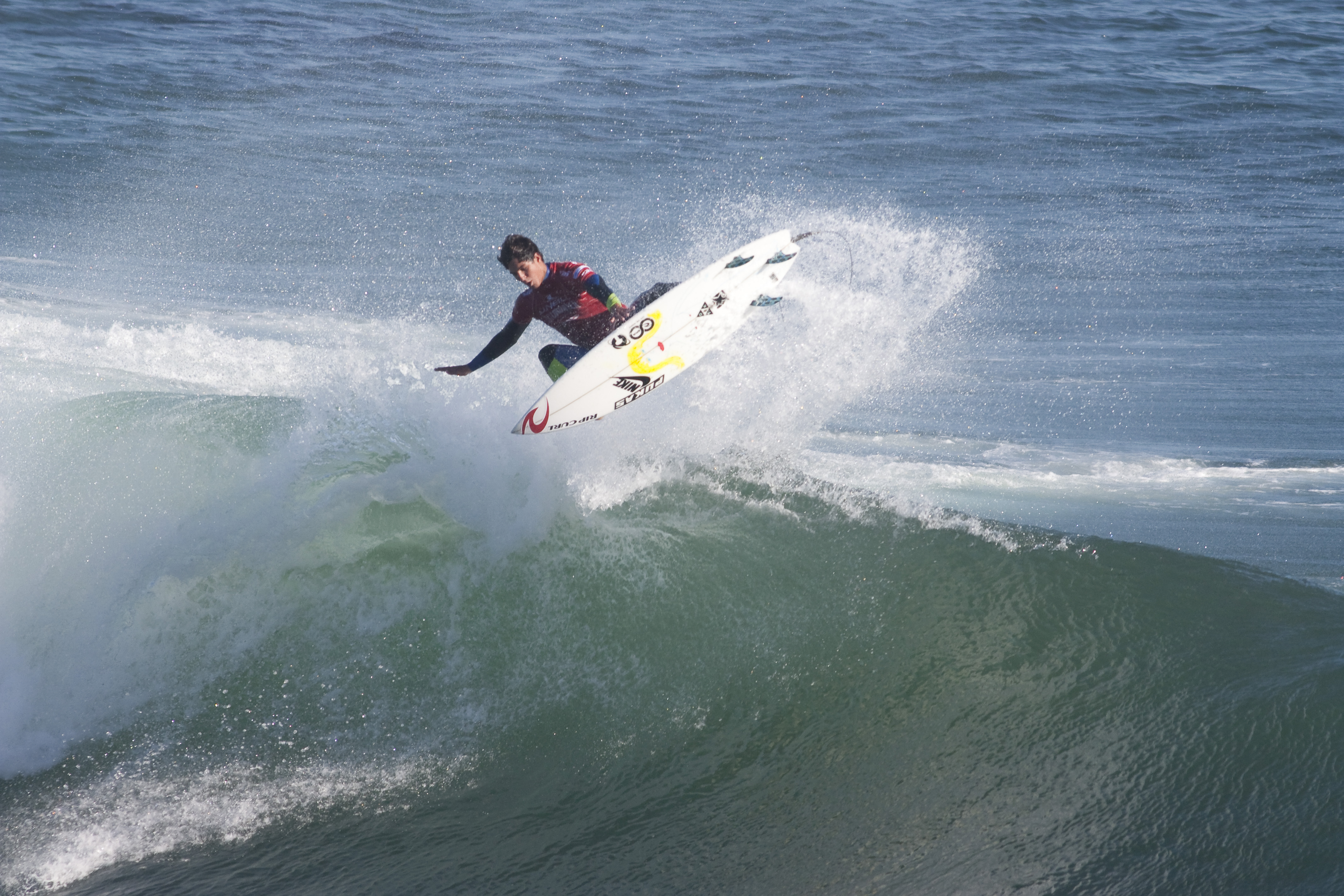
Gabriel Medina ganha o mundial de Surf.

- Morte de Nelson Mandela completa 1 ano.
- Morre a rainha Fabíola da Bélgica aos 86 anos.
- NASA realiza com sucesso o primeiro voo de sua nova nave espacial Orion.

14 de dezembro
- Rolene Strauss da África do Sul é eleita Miss Mundo 2014, em Londres, Inglaterra.

15 de dezembro
- Sequestro de 16 horas em um café da Lindt de Sydney, na Austrália, deixa sequestrador e dois reféns mortos e 6 feridos. O agressor seria o iraniano clérigo muçulmano Man Haron Monis.[101]

16 de dezembro
- Um ataque do grupo terrorista Taleban deixa um massacre em escola militar de Peshawar, no Paquistão. Matando mais de 140 pessoas, em sua maioria crianças.[102]

17 de dezembro
- EUA e Cuba retomam relação após cinco décadas.[103]

19 de dezembro
- Gabriel Medina é o primeiro brasileiro campeão mundial de surf.[104]

24 de dezembro
- Estado Islâmico abate o primeiro caça da coalizão organizada pelos Estados Unidos. Piloto jordaniano de 26 anos foi capturado com vida.[105]

28 de dezembro
- Vôo QZ-8501 da companhia aérea AirAsia cai no Estreito de Karimata, matando todos os 162 ocupantes.[106]

29 de dezembro
- A Portugal Telecom, extinguiu a empresa TMN e em janeiro de 2015 a PT Comunicações deu-se lugar ao MEO - Serviços de Comunicações e Multimédia.

## Outros temas

### Nobel 2014
O Prêmio Nobel é uma premiação instituída por Alfred Nobel químico e industrial sueco no seu testamento. Os prêmios são entregues anualmente no dia 10 de dezembro, aniversário da morte do seu criador para as pessoas que fizeram pesquisas importantes, criaram técnicas pioneiras ou deram contribuições destacadas à sociedade.
No ano de 2014, as seguintes pessoas foram contempladas com o prêmio:
| Contemplado       | País           | Nobel de(a)            |
| ----------------- | -------------- | ---------------------- |
| Isameu Akasaki    | Japão          | Física                 |
| Hiroshi Amano     | Japão          | Física                 |
| Shuji Nakamura    | Japão          | Física                 |
| William Moerner   | Estados Unidos | Química                |
| Eric Betzig       | Estados Unidos | Química                |
| Stefam Hell       | Alemanha       | Química                |
| John O'Keefe      | Reino Unido    | Fisiologia ou Medicina |
| May Britt Moser   | Noruega        | Fisiologia ou Medicina |
| Edvard Moser      | Noruega        | Fisiologia ou Medicina |
| Patrick Modiano   | França         | Literatura             |
| Malala Yousafzai  | Paquistão      | Paz                    |
| Kailash Satyarthi | Índia          | Paz                    |
| Jean Tirole       | França         | Economia               |

## Epacta e idade da Lua
| Epacta gregoriana | 29 (XXIX) |
| Idade da Lua      | Letra N   |

## 2014 em diversos temas
- 2014 na arte
- 2014 no cinema
- 2014 no desporto
- 2014 na televisão
- 2014 na ciência
- 2014 na informática
- 2014 na música
- 2014 na política
- 2014 na rádio
- 2014 na religião
- 2014 no teatro
- 2014 na vida social
- Desastres em 2014
- Divisões administrativas em 2014
- Eleições em 2014
- Mortes em 2014

## Epacta e Idade da Lua
| Epacta gregoriana | 29 (XXIX) |
| Idade da Lua      | Letra N   |

## Por tema
- 2014 no Brasil
- 2014 na ciência
- 2014 no cinema
- Desastres em 2014
- 2014 no desporto
- 2014 nos jogos eletrônicos
- 2014 na literatura
- Mortes em 2014
- 2014 na música
- 2014 em Portugal
- 2014 no teatro
- 2014 na televisão